# مرسدس-بنز دبلیو۱۱۱
مرسدس-بنز دبلیو۱۱۱ (به انگلیسی: Mercedes-Benz W111) خودرویی است که از سال ۱۹۵۹ تا ۱۹۷۱ توسط شرکت مرسدس بنز و در کشور آلمان تولید شده‌است. با نزدیک شدن به دهه ۱۹۶۰، مرسدس بنز با فکر جایگزینی پونتون، که ایده آن از سدان‌های دهه چهل آمریکایی گرفته شده بود، نسل مرسدس بنز دبلیو۱۱۱ را طراحی کرد. این خودرو با توجه به سلیقه خریداران اروپایی و آمریکایی طراحی گردید و در ساخت آن به ایمنی سرنشینان اهمیت بیشتری داده شد. پشت ماشین هم به پیروی از مد روز، شبیه به دم ماهی بود. اولین محصولات این سری در سال ۱۹۵۹ وارد بازار شد و مرسدس بنز بعداً مدل‌های کوپه و کابریولت این مدل را با موتورهای قوی‌تری ساخت. تا سال ۱۹۷۱ حدود سیصد و هفتاد هزار دستگاه از مدل دبلیو۱۱۱ فروخته شد.